# Finale della Coppa UEFA 1991-1992
La finale della 21ª edizione della Coppa UEFA fu disputata in gara d'andata e ritorno tra Torino e Ajax. Il 29 aprile 1992 allo stadio delle Alpi di Torino la partita, arbitrata dall'inglese Joe Worrall, finì 2-2.
La gara di ritorno si disputò dopo due settimane allo stadio Olimpico di Amsterdam e fu arbitrata dallo jugoslavo Zoran Petrović. Il match terminò 0-0 e ad aggiudicarsi il trofeo fu la squadra olandese per via delle reti segnate in trasferta.

## Le squadre
| Squadre | Partecipazioni precedenti (il grassetto indica la vittoria) |
| ------- | ----------------------------------------------------------- |
| Torino  | Nessuna                                                     |
| Ajax    | Nessuna                                                     |

## Il cammino verso la finale

L'ajacide Bergkamp accerchiato dagli avversari genoani durante la semifinale di andata a Marassi

L'Ajax di Louis van Gaal esordì contro gli svedesi dell'Örebro superandoli con un risultato complessivo di 4-0. Nel secondo turno gli olandesi affrontarono i tedeschi orientali del Rot-Weiß Erfurt, sconfitti col risultato aggregato di 5-1. Agli ottavi di finale gli spagnoli dell'Osasuna furono battuti sia all'andata che al ritorno col risultato di 1-0. Ai quarti i Lancieri affrontarono i belgi del Gent e, dopo il pareggio a reti inviolate nelle Fiandre, superarono il turno con un secco 3-0. In semifinale i sorprendenti italiani del Genoa, che erano stati capaci di eliminare il Liverpool, furono sconfitti 3-2 a Genova e l'1-1 di Amsterdam fu una formalità.
Il Torino di Emiliano Mondonico iniziò il cammino europeo contro i modesti islandesi del KR Reykjavík sconfiggendoli 8-1 tra andata e ritorno. Nel secondo turno gli italiani affrontarono i portoghesi del Boavista, battendoli 2-0 a Torino e pareggiando 0-0 a Porto. Agli ottavi i greci dell'AEK Atene furono sconfitti in casa 1-0 dopo il 2-2 ottenuto in Attica. Ai quarti di finale i Granata affrontarono i danesi del B 1903 eliminandoli con un risultato complessivo di 3-0. In semifinale i temibili spagnoli del Real Madrid andarono in svantaggio contro il Torino al Bernabéu, ma riuscirono a rimontare e terminare la gara sul 2-1. Il ritorno al delle Alpi vide la netta supremazia del Torino padrone di casa che vinse chiudendo la partita con il risultato di 2-0, i granata del Torino, pertanto, eliminarono le Merengues.

## Le partite

Bergkamp contrastato dal torinista Annoni nella finale di andata al Delle Alpi

A Torino va in scena la finale d'andata tra i padroni di casa, alla prima finale europea della loro storia, e l'Ajax, giunta imbattuta alla prima finale di Coppa UEFA. Gli olandesi sono pieni di giovani sfornati direttamente dal vivaio e mettono alle corde i torinesi, passando in vantaggio al quarto d'ora con Wim Jonk. La seconda frazione si apre con un Torino più votato all'attacco e che trova la rete del pareggio con Walter Casagrande. Poco più di dieci minuti Silvano Benedetti stende in area Dennis Bergkamp e Stefan Pettersson realizza con freddezza il rigore. Cinque minuti prima del fischio finale ci pensa ancora Casagrande a non spegnere le speranze del Toro in vista del ritorno.
Ad Amsterdam, dopo due settimane, la squadra di van Gaal sceglie una tattica più difensiva, risparmiando le energie, limitandosi al controllo di palla e puntando solo raramente la porta avversaria in profondità. Il Torino ci mette cuore e grinta, ma le conclusioni di Walter Casagrande, Roberto Mussi e Gianluca Sordo vengono rispettivamente respinte due volte dal palo ed una dalla traversa. L'Ajax si aggiudica così, col minimo sforzo, la Coppa UEFA e diventa la prima squadra olandese (e la seconda in Europa dopo la Juventus) ad aver vinto tutte e tre le maggiori coppe europee.

## Tabellini

### Andata
| Arbitro: | Joe Worrall |

|                     |           |                                |
| Casagrande 62’, 84’ | Marcatori | 14’ Jonk 75’ (rig.) Pettersson |

| Torino | Ajax |

|                    |    |                   |     |     |
|                    |    |                   |     |     |
| P                  | 1  | Luca Marchegiani  |     |     |
| D                  | 2  | Pasquale Bruno    | 28’ |     |
| D                  | 6  | Roberto Cravero   |     | 80’ |
| D                  | 5  | Silvano Benedetti |     |     |
| D                  | 4  | Enrico Annoni     | 77’ |     |
| C                  | 10 | Martín Vázquez    |     |     |
| C                  | 11 | Giorgio Venturin  |     |     |
| C                  | 7  | Enzo Scifo        |     |     |
| C                  | 3  | Roberto Mussi     |     | 83’ |
| C                  | 8  | Gianluigi Lentini |     |     |
| A                  | 9  | Walter Casagrande |     |     |
| Sostituzioni:      |    |                   |     |     |
| P                  | 12 | Raffaele Di Fusco |     |     |
| C                  | 13 | Gianluca Sordo    |     | 83’ |
| C                  | 14 | Sandro Cois       |     |     |
| A                  | 15 | Giorgio Bresciani |     | 80’ |
| A                  | 16 | Christian Vieri   |     |     |
| Allenatore:        |    |                   |     |     |
| Emiliano Mondonico |    |                   |     |     |

|                |    |                    |  |     |
|                |    |                    |  |     |
|                |    |                    |  |     |
| P              | 1  | Stanley Menzo      |  |     |
| D              | 2  | Danny Blind        |  |     |
| D              | 5  | Frank de Boer      |  |     |
| D              | 4  | Wim Jonk           |  |     |
| D              | 3  | Sonny Silooy       |  |     |
| C              | 6  | Aron Winter        |  |     |
| C              | 7  | John van 't Schip  |  |     |
| C              | 10 | Dennis Bergkamp    |  |     |
| C              | 8  | Michel Kreek       |  |     |
| A              | 11 | Bryan Roy          |  | 83’ |
| A              | 9  | Stefan Pettersson  |  |     |
| Sostituzioni:  |    |                    |  |     |
| P              | 12 | Edwin van der Sar  |  |     |
| C              | 14 | Marciano Vink      |  |     |
| A              | 13 | John van Loen      |  |     |
| C              | 16 | Alfons Groenendijk |  | 83’ |
| C              | 15 | Rob Alflen         |  |     |
| Allenatore:    |    |                    |  |     |
| Louis van Gaal |    |                    |  |     |

### Ritorno
| Amsterdam 13 maggio 1992, ore 20:30 | Ajax           | 0 – 0 referto | Torino | Stadio Olimpico (42 000 spett.)\| Arbitro: \| Zoran Petrović \| |
| Arbitro:                            | Zoran Petrović |               |        |                                                                 |

| Ajax | Torino |

|                |    |                    |     |     |
|                |    |                    |     |     |
| P              | 1  | Stanley Menzo      |     |     |
| D              | 2  | Danny Blind        |     |     |
| D              | 4  | Wim Jonk           |     |     |
| D              | 5  | Frank de Boer      |     |     |
| D              | 3  | Sonny Silooy       | 35’ |     |
| C              | 6  | Aron Winter        |     |     |
| C              | 7  | John van 't Schip  |     |     |
| C              | 10 | Rob Alflen         |     |     |
| C              | 8  | Michel Kreek       |     | 79’ |
| A              | 11 | Bryan Roy          |     | 63’ |
| A              | 9  | Stefan Pettersson  |     |     |
| Sostituzioni:  |    |                    |     |     |
| P              | 12 | Edwin van der Sar  |     |     |
| C              | 14 | Marciano Vink      |     | 79’ |
| A              | 15 | John van Loen      |     | 63’ |
| C              | 16 | Alfons Groenendijk |     |     |
| A              | 17 | Dan Petersen       |     |     |
| Allenatore:    |    |                    |     |     |
| Louis van Gaal |    |                    |     |     |

|                    |    |                   |     |     |
|                    |    |                   |     |     |
|                    |    |                   |     |     |
| P                  | 1  | Luca Marchegiani  |     |     |
| D                  | 2  | Roberto Mussi     |     |     |
| D                  | 6  | Roberto Cravero   |     | 56’ |
| D                  | 4  | Luca Fusi         |     |     |
| D                  | 5  | Silvano Benedetti |     |     |
| C                  | 10 | Martín Vázquez    |     |     |
| C                  | 11 | Giorgio Venturin  |     |     |
| C                  | 7  | Enzo Scifo        |     | 60’ |
| C                  | 3  | Roberto Policano  |     |     |
| C                  | 8  | Gianluigi Lentini |     |     |
| A                  | 9  | Walter Casagrande | 30’ |     |
| Sostituzioni:      |    |                   |     |     |
| P                  | 12 | Raffaele Di Fusco |     |     |
| C                  | 14 | Sandro Cois       |     |     |
| C                  | 13 | Gianluca Sordo    | 80’ | 56’ |
| A                  | 15 | Giorgio Bresciani |     | 60’ |
| A                  | 16 | Christian Vieri   |     |     |
| Allenatore:        |    |                   |     |     |
| Emiliano Mondonico |    |                   |     |     |